# Arconada
Arconada település Spanyolországban, Palencia tartományban. Arconada Villalcázar de Sirga, Villovieco, Villaherreros és San Mamés de Campos községekkel határos. Lakosainak száma 44 fő (2024).

## Népesség
A település népessége az elmúlt években az alábbi módon változott:

| 2023 | 45 |
| 2024 | 44 |